# Grand Prix de Wallonie 2019
Il Grand Prix de Wallonie 2019, sessantesima edizione della corsa e valevole come evento dell'UCI Europe Tour 2019 categoria 1.1, si svolse il 18 settembre 2019 su un percorso di 205,9 km, con partenza da Blegny e arrivo a Namur, in Belgio. La vittoria fu appannaggio del lettone Krists Neilands, che completò il percorso in 4h56'07", alla media di 41,720 kmh, precedendo i belgi Jasper Stuyven e Jasper De Buyst.
Sul traguardo di Namur 130 ciclisti, su 149 partiti da Blegny, portarono a termine la competizione.

## Squadre e corridori partecipanti
| N.      | Cod. | Squadra                     |
| ------- | ---- | --------------------------- |
| 1-7     | TFS  | Trek-Segafredo              |
| 11-17   | ALM  | AG2R La Mondiale            |
| 21-27   | LTS  | Lotto Soudal                |
| 31-37   | COF  | Cofidis, Solutions Crédits  |
| 41-47   | COC  | Corendon-Circus             |
| 51-57   | HBA  | Hagens Berman Axeon         |
| 61-67   | ICA  | Israel Cycling Academy      |
| 71-77   | RLY  | Rally UHC Cycling           |
| 81-87   | RIW  | Riwal Readynez Cycling Team |
| 91-97   | ROC  | Roompot-Charles             |
| 101-107 | SVB  | Sport Vlaanderen-Baloise    |

| N.      | Cod. | Squadra                         |
| ------- | ---- | ------------------------------- |
| 111-117 | PCB  | Team Arkéa-Samsic               |
| 121-127 | TDE  | Total Direct Énergie            |
| 131-137 | VCB  | Vital Concept-B&B Hotels        |
| 141-147 | WVA  | Wallonie Bruxelles              |
| 151-157 | WGG  | Wanty-Gobert Cycling Team       |
| 161-167 | BRT  | BEAT Cycling Club               |
| 171-177 | CGF  | Groupama-FDJ                    |
| 181-187 | NRL  | Natura4Ever-Roubaix-Lille Métr. |
| 191-197 | SEG  | SEG Racing Academy              |
| 201-207 | TIS  | Tarteletto-Isorex               |
| 211-217 | BEL  | Belgio                          |

## Ordine d'arrivo (Top 10)
| Pos. | Corridore            | Squadra | Tempo    |
| ---- | -------------------- | ------- | -------- |
| 1    | Krists Neilands      | Israel  | 4h56'07" |
| 2    | Jasper Stuyven       | Trek    | a 2"     |
| 3    | Jasper De Buyst      | Lotto   | s.t.     |
| 4    | Jonathan Hivert      | Direct  | s.t.     |
| 5    | Lilian Calmejane     | Direct  | a 4"     |
| 6    | Christophe Laporte   | Cofidis | s.t.     |
| 7    | Arjen Livyns         | Roompot | s.t.     |
| 8    | Odd Christian Eiking | Wanty   | s.t.     |
| 9    | Tony Gallopin        | AG2R    | s.t.     |
| 10   | Aimé De Gendt        | Wanty   | s.t.     |